# Gairm (revue de littérature gaélique)
Gairm (« Le Cri » ou « L’Appel ») était une revue périodique trimestrielle, fondée par Ruaraidh MacThòmais et Fionnlagh J MacDhòmhnaill et publiée entre l'automne 1952 et l'automne 2002. Ruaraidh MacThòmais en était l'éditeur du début à la fin.
Gairm a publié un grand nombre de poèmes en gaélique écossais, par exemple, Hallaig de Somhairle MacGill-Eain en 1954, des poèmes de Deòrsa Mac Iain Dheòrsa, Iain Mac a' Ghobhainn, Maoilios Caimbeul, Catrìona NicGumaraid, ou de Ruaraidh MacThòmais lui-même. Gairm publiait aussi de la prose, par exemple des textes courts d'Eilidh Watt ou d'Iain Mac a' Ghobhainn.
Une part importante de Gairm était consacrée à la traduction (par exemple la poésie d'Anna Achmatova, traduite par Crìsdean Whyte, dans le numéro 125, hiver 1983-1984) et à l'étude de la littérature gaélique (par Dòmhnall Eachann Meek ou Dòmhnall MacAmhlaigh). 
Après l'abandon de la publication, une nouvelle revue, Gath, l'a remplacée.

## Auteurs publiés dans Gairm
- Crìsdean Whyte
- Deòrsa Mac Iain Dheòrsa
- Dòmhnall Eachann Meek
- Dòmhnall MacAmhlaigh
- Eilidh Watt
- Iain Mac a' Ghobhainn
- Iain Moireach
- Ruaraidh MacThòmais
- Somhairle MacGill-Eain
- Tormod MacLeòid (am bàrd bochd)
- Iain MacLeòid

## Liens
La recherche des titres et des auteurs des articles à l'Appel avec:
- Recherche sur DASG
- Recherche dans Am Baile
- lRecherche sur le GRD